# 小湊站
小湊站（日语：／ Kominato eki */?）是位於日本青森縣東津輕郡平內町，屬於青森鐵道青森鐵道線的鐵路車站，也是平內町的中心車站。

## 位置
小湊站坐落在平內町市中心的北部邊緣，剛好位於青森縣道215號的北端起點，可與本站和市中心區的國道4號連結。又車站所屬的小字「下田」（下タ田），當中車站北端全為農田，沒有民居，亦只有站房部份及東南方的一小部份為該字範圍，其站前廣場，以及向西平內的少部份月台均屬其他小字範圍。町內大部份設施，例如町役所、歷史民族資料館、町立圖書館、町立小湊小學、體育館及郵政局等均全於車站的南邊。車站北面有一片雪障林，保護鐵路免受大雪侵襲。

## 車站結構

### 站房
以水泥建成的單層站房一座，於1986年時投入使用，以代替1962年時重建的站房。中央為車站入口，前方設有東北車站常見的擋風雪板。進站後即為候車大堂及驗票口，設有多張四獨立座位式的候車座椅，右方前端設有一部自動售票機、及兩部售賣不同產品的自動販賣機，後方為服務窗口，可辦理定期劵事宜，但只限星期一、二及五指定時間內進行。其餘時間為無人站。當車站工作人員在場時，可以獲得本站和平內町其他車站的車站印章；左側為男、女獨立式洗手間，其中女洗手間為對應傷殘人士使用，至於站房外左側亦有通道前往另外的洗手間，但為簡易式共用洗手間。
站房右側設有有蓋單車停泊場和停車場。

### 月台
設有1座島式月台和1座側式月台，共有3股軌道提供客運服務，月台之間以行人天橋連接，與車站入口相同，通過驗票口後也設有一幅擋風雪板，使乘客均必須由兩側進入月台範圍。
目前只使用1號和3號月台做定期客運服務，而2號月台僅作為備用路軌，供特殊日子（如青森睡魔祭時的加班列車才會使用）。另外，在島式月台外側,另備有2條側線作保線物資及工程車停靠。至於1號月台靠向西內平一側的舊貨物車廂路軌及月台，則興建了一座供維修機車停靠的車庫，兩端均裝有捲閘。

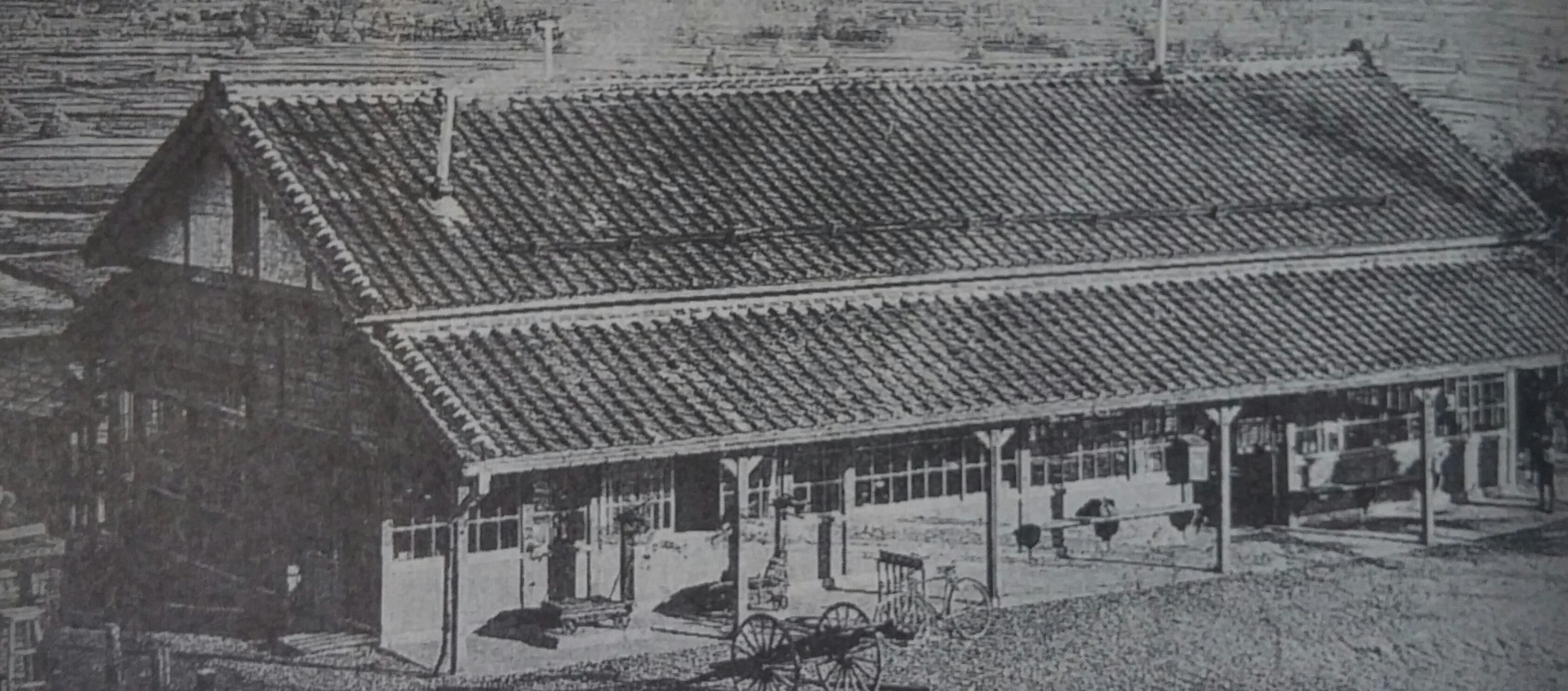
1947年的小湊站

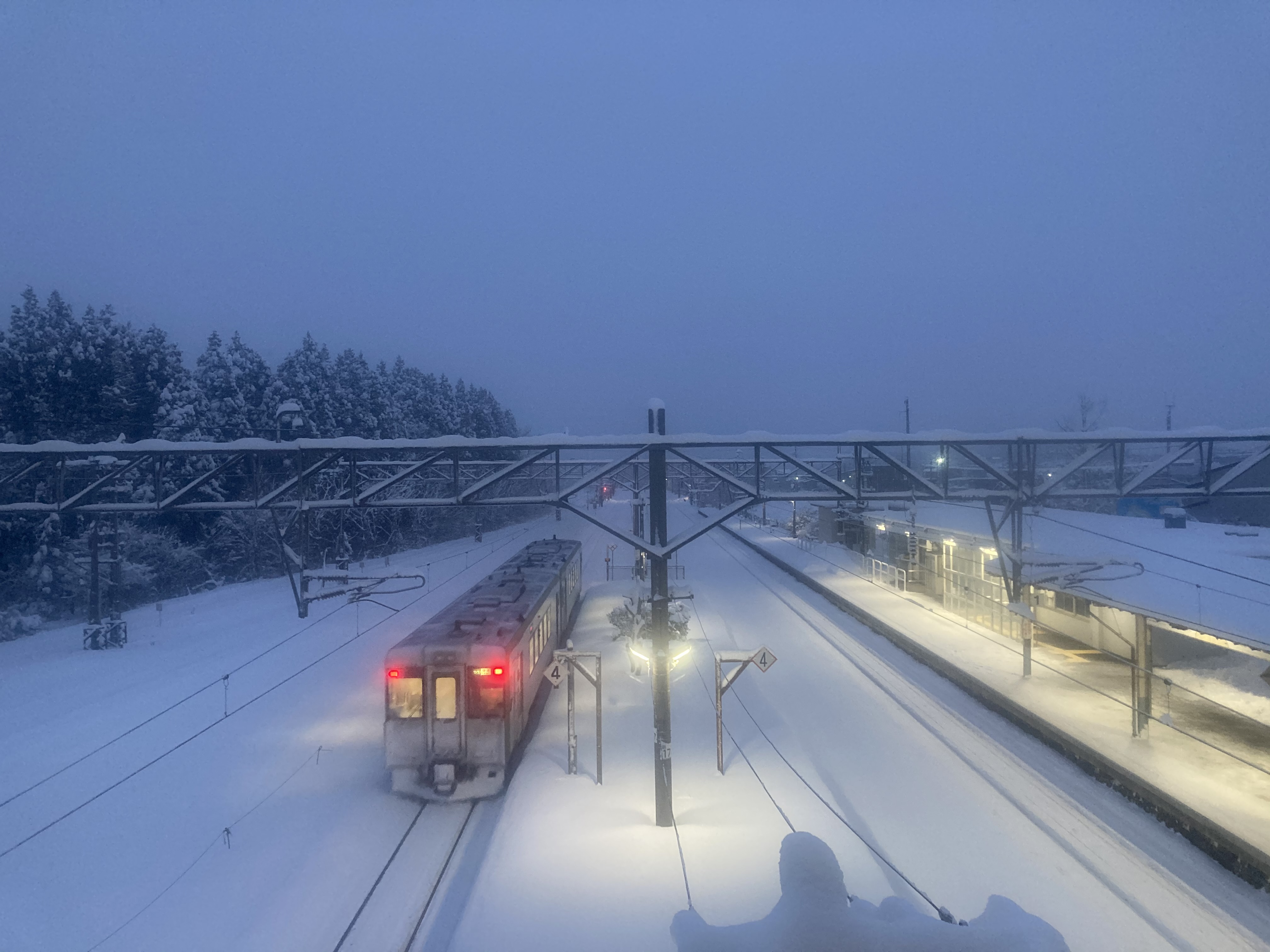
2020年12月，從小湊站出發，開往大湊方向的KiHa 100系下北號列車

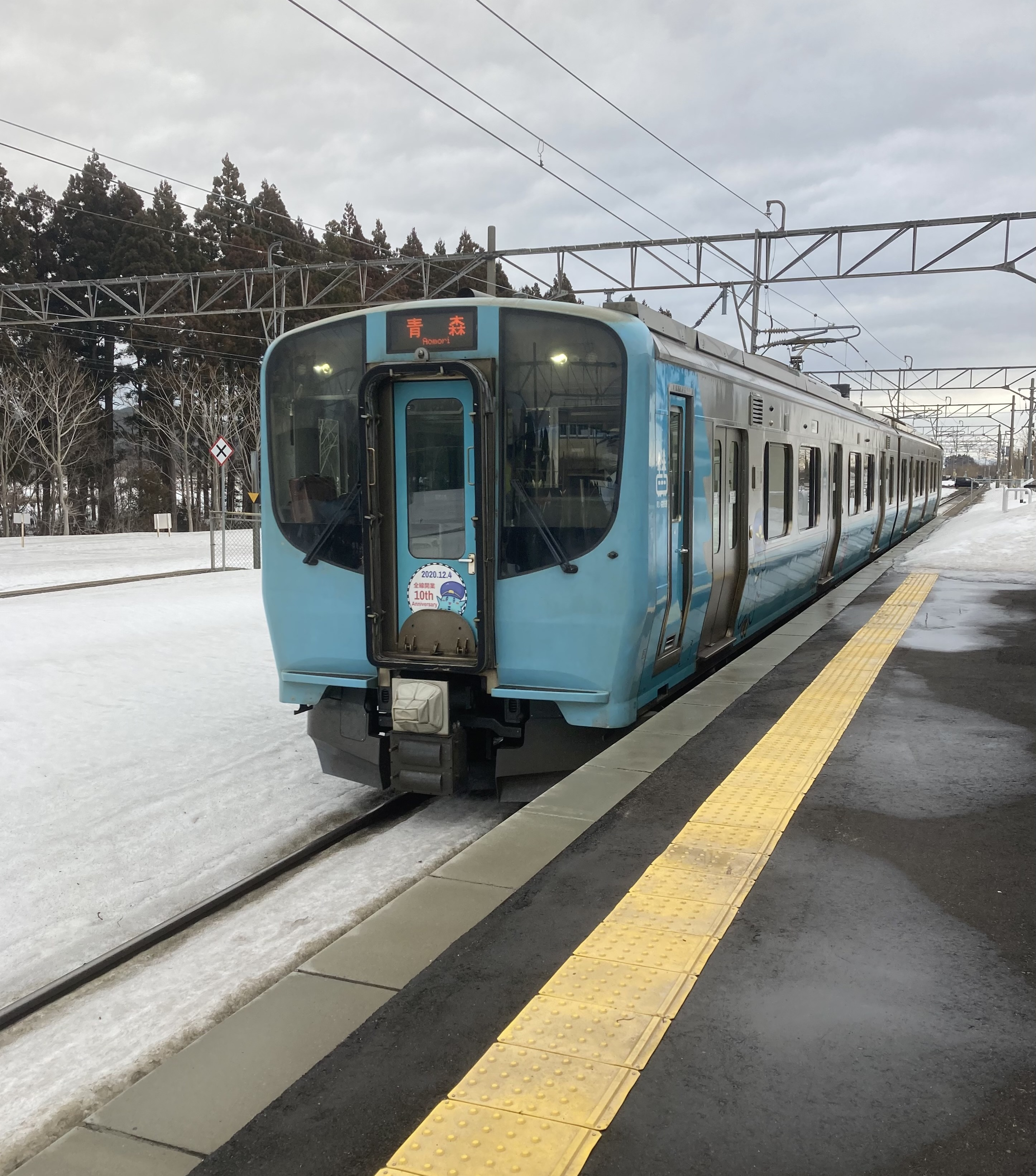
開往青森的青森703系到達小湊站，列車左側可見擋雪樹木

| 月台 | 路線        | 方向         | 目的地           |
| ---- | ----------- | ------------ | ---------------- |
| 1    | ■青森鐵道線 | 下行         | 青森方向         |
| 2    | ■青森鐵道線 | （預留月台） | （預留月台）     |
| 3    | ■青森鐵道線 | 上行         | 野邊地、八戶方向 |

## 歷史
- 1891年9月1日：日本鐵道車站開業[10][11][12]。
- 1907年11月1日：日本鐵道國有化，由日本國鐵繼承經營[13]。
- 1947年7月：貨物專用青函連絡船（本站～函館）開通，但翌年便休止，隨後也沒有再重開。
- 1961年6月29日：站內加裝行人天橋[14]。
- 1962年2月：停止辦理定期貨運服務，站房重建完成[15][16]。
- 1973年3月31日：取消貨物提取服務[17]。
- 1985年3月14日：取消手提行李提取服務[17]。
- 1986年: 新站房啟用[4]。
- 1987年4月1日：國鐵分割民營化，本站由JR東日本繼承經營[18]。
- 2004年4月1日：業務委託化[19]。
- 2010年12月4日：隨東北新幹線全線開業，本站由青森鐵道繼承經營。同日起加停快速列車，並由業務委託改回為直營站[20]。
- 2021年3月13日：隨時間表改正，JR東日本與青森鐵道共同營運的青森至大湊區間，停靠小湊站的下北號列車停駛[21][22]。
- 2023年3月18日：站員進駐時間縮短，繼續實行臨時部份時間休業化[23]。
- 2025年3月15日：再縮短站員駐守時間，臨時部份時間休業化改為永久措施（即只於星期一、二、五）[24]。

## 使用人數
《青森縣統計年鑑》及平內町官方網頁均沒有顯示本站使用人數的資訊。而根據國土交通省「國土數值情報」，以下為本站1日平均上下車人次：
| 乘降人員推算 | 乘降人員推算     |
| 年度         | 1日平均 乘降人次 |
| ------------ | ---------------- |
| 2011         | 752              |
| 2012         | 726              |
| 2013         | 709              |
| 2014         | 719              |
| 2015         | 915              |
| 2016         | 889              |
| 2017         | 861              |
| 2018         | 844              |
| 2019         | 726              |
| 2020         | 549              |
| 2021         | 491              |
| 2022         | 516              |

## 公共藝術
車站建築的主要組成部分是連接島式月台和站房的高架人行天橋，包含本站唯一的公共藝術品；一系列描繪平內町周圍景色的畫作，展示了該鎮的風景、植物、動物和工業，由青森東高中平內分校的美術社團於2001年創作。到2012年，這個藝術裝置開始破損，因此同一所學校的學生花了兩個月的時間清理藝術裝置和站房，然後在2012年10月至12月期間修復和重新粉刷場景。

## 巴士服務
小湊站還兼作公車站，有五條市營公車線路在此停靠，附近還有一條季節性長途巴士路線停靠。平內市營巴士路網營運商下北交通營運停靠該站的本地路線，包括開往鎮內的東瀧、浅所、東田澤、莫拉、中野、稻尾、外道志、松之木、清水川、狩場澤和中野等地，也在浅虫温泉提供青森市營巴士連接服務。另外在小湊站可購買前往新宿的弘南巴士季節性車票，但是，巴士會在平內社區中心接載乘客，而不是在小湊站接載乘客。

## 相鄰車站
青森鐵道
■青森鐵道線
■普通
清水川 －小湊－西平內

### 附注
1. ↑  該小字中使用了片假名中的「タ」、而非漢字中的「夕」，讀法與日文的「下」一樣，即(Shita)。

## 外部連結
- 青森鐵道小湊站（日語）
- JR東日本時代的小湊站。（日語）